# Плутон
Плутон (симбол:  или ) је сматран за девету планету у Сунчевом систему, све до 24. августа 2006. када му је статус промењен и од тада припада новој класи објеката — патуљастих планета.
Плутон је удаљен 39,5 АЈ или 5.913.520.000 km од Сунца и има пречник од 2.370 km и масу од 1,27×1022 kg. У поређењу, Плутон је мањи од седам сателита Сунчевог система (Месеца, Иоа, Европе, Ганимеда, Калиста, Титана и Тритона). Плутон има 5 сателита, од којих је највећи Харон који има орбиту од 19.640 km од Плутоновог средишта, пречник од 1.172 km и масу од 1,90×1021 kg. С обзиром на коефицијент пречника Плутона и пречник Харона, Харон је највећи сателит који кружи око једне планете у Сунчевом систему. У научним круговима постоје дилеме о односу између Плутона и Харона. Постоје тврђења да Плутон и Харон чине двојну планету, а свој аргумент граде по опажањима путање Плутона и Харона која је синхрона око једне средишње осе, али овај доказ још није прихваћен.
О атмосфери Плутона се врло мало зна. Претпоставља се да се састоји углавном од азота, угљен моноксида и метана. Специфичност његове атмосфере је и та што је изузетно ретка, те је и притисак величине свега неколико микробара. Плутонова атмосфера је у гасовитом стању само када је Плутон најближи Сунцу. Удаљавањем од Сунца атмосфера се кондензује, делом пада на површину планете, делом „изветрава“ у свемир. Ротација око своје осе траје нешто више од шест земаљских дана.
Дилеме су дуго постојале око дефинисања Плутона као планете. С обзиром на своју величину, а и на недавна открића, може се сматрати само једним од већих тела Којперовог појаса. Међутим, из традиционалистичких разлога, Међународна астрономска унија сматрала га је планетом.

## Физичке особине
Плутонов састав није познат, али густина од само 2 g/cm³ упућује на мешавину од 70% стена и 30% леда, по чему је сличан Нептуновом сателиту Тритону. Та и још неке сличности међу овим телима дају основе за теорије које говоре да су Плутон, Харон и Тритон последњи из класе великих објеката, чији су остали чланови већ прије, услед гравитационих утицаја спољашњих планета, одбачени према Ортовом облаку.
Температура на Плутону варира од 38 до 63 K (-235 до -210 °C). Мале разлике постоје због различитог албеда (процента рефлектованог светла). Светлија подручја могу бити покривена азотним ледом и, у мањој мери, замрзнутим метаном, етаном и угљен-моноксидом. Састав тамнијих подручја није познат, али се сумња на органски материјал и супстанцу измењену космичким зрачењем.

### Атмосфера
Наслућује се постојање слабашне атмосфере, која ствара притисак од једва неколико микробара. За разлику од Земљине атмосфере, која има само један хемијски спој који мења агрегатно стање - воду, Плутон има чак три: азот, угљен-моноксид и метан, због чега би Плутон могао имати најсложеније време у Сунчевом систему. Сматра се да атмосфера може постојати само једним делом дуге Плутонове године, када је ближе Сунцу, док би остатак године била смрзнута. У време проласка перихелом атмосфера „набуја“, а постоји могућност да један део побегне у свемир или чак да пређе на Харон.
Због тога је НАСА пожурила са слањем летелице Нови хоризонти према Плутону, како не би требало чекати још преко 200 година за одмрзавање Плутонове атмосфере.

### Орбита
Плутон и његов сателит Харон заједно круже око Сунца и треба им око 247 година да га обиђу. Велики нумерички ексцентрицитет путање од чак 0,24 је рекордан међу планетама у Сунчевом систему, а инклинација (нагнутост путање према равнини еклиптике) од чак 17° је такође јединствена међу планетама. Због ових, те због многих других разлога, Плутон је изгубио статус планете, па се сматра тек првим и највећи до сада откривеним објектом у Којперовом појасу.
Плутонова је орбита врло ексцентрична (елиптична). У времену између јануара 1979. и фебруара 1999., Плутон је био ближе Сунцу од Нептуна. Орбите им се не секу, већ Плутон пролази изнад или испод Нептунове путање. Плутон обилази Сунце у 3:2 резонанцији с Нептуном, што значи да су 3 Нептунове године једнако дуге као 2 Плутонове. Плутон није једино тело у оваквој резонанцији с Нептуном, велики број астероида у Којперовом појасу налази се у истој резонанцији, па се називају Плутини.

### Ротација
И Плутон и Харон имају синхрону ротацију (увек истим странама су окренути једно другом) чији период траје 6,3872 дана. Ротирају ретроградно на удаљености од 19.640 km, што је око 8 пута веће од пречника Плутона. Центар масе система Плутон-Харон налази се изван Плутона, што је јединствени случај међу већим телима Сунчевог система.

### Сателити
НАСА је 31. октобра 2005. објавила проналазак два нова Плутонова сателита, па је тиме број познатих сателита Плутона нарастао на 3. Новооткривени сателити названи су Никт и Хидра. Затим су, уз помоћ слика телескопа Хабл, 2011. и 2012. године откривена још два сателита који су названи Кербер и Стикс.
- Харон, a = 19.640 km, P = 6,3872 дана
- Хидра, a = 64.700 ± 850 km, P = 38,2 ± 0,8 дана
- Никта, a = 49.400 ± 600 ,  = 25,5 ± 0,5 дана
- Кербер, a = 59.000 km, P = 32,1 дана
- Стикс, a = 42.000 ± 2.000 km, P = 20,2 ± 0,1 дана

## Историја истраживања
Плутон је 1930. године сасвим случајно откривен. Наиме, погрешни прорачуни Нептунове и Уранове путање су упућивали на неку велику масу која утиче на њихово кретање. Та је грешка нагнала многе астрономе да крену у потрагу за деветом планетом. Један од њих је био и Клајд Томбо који је у опсерваторији у Аризони, при врло детаљном претраживању неба, открио планету Плутон. Убрзо након открића је постало јасно да Плутонова маса није ни изблиза довољна да објасни грешке у прорачунима кретања Урана и Нептуна. Потрага за десетим планетом, планетом Икс, је настављена, али без успеха. Тек су подаци са Војаџера 2, који су дали прецизније податке о маси Нептуна показали да планете Икс нема, нити је може бити.
Харон је открио астроном Џим Кристи 1978. године. Харон је откривен управо у време кад се равнина његове орбите око Плутона спуштала према линији која спаја Плутон са Земљом.
У периоду од 1985. до 1990, равнина Харонове орбите је пресецала Земљу, па се сваки Плутонов дан могла пратити помрчина Плутона Хароном и обратно. Код првих је помрчина Харон помрачивао северне пределе Плутона, затим се, за посматрача са Земље, спуштао преко екватора, да би крајем петогодишњег периода помрачивао јужне поларне пределе. Пажљиво мерење промена сјаја Плутона за време помрачења омогућило је израду мапи албеда Плутона и Харона. Плутонов албедо креће се од 0,49 до 0,66, док је Харон нешто тамнији и једноличнији, с албедом између 0,36 и 0,39. Ове су помрчине омогућиле су и одређивање промјера обају тијела.
Помоћу мерења међусобне удаљености ова два тела и периода њиховог кружења око центра масе, било је лако одредити укупну масу оба тела, међутим за прорачун појединачних маса би било потребно прецизније одредити удаљеност појединих тела од центра масе (тачке око које оба тела круже). Досадашња мерења упућују на то да је маса Харона 8% до 16% масе Плутона. Харон, као и Земљин Месец, може бити резултат великог свемирског судара Плутона с неким другим телом, па би истраживање овог пара много допринело разумевању настанка Месеца.
Током 1988. дошло је до помрачења једне звезде Плутоном. Праћење промене сјаја и спектра звезде омогућило је астрономима анализу атмосфере Плутона. Откривена је атмосфера од азота, метана и угљен-диоксида. Нагли пад сјаја помрачене звезде упућује на слој смога или слој са температурном инверзијом.
Током 2002. године Плутон је поновно помрачио две звезде у размаку од месец дана, између 19. јула и 20. августа. Ове окултације, прва видљива из дела Јужне Америке а друга с Хаваја и запада САД, су показале да се Плутон у ових 14 година знатно променио. Откривен је пад температуре у атмосфери од 10 до 30 °C, а сјај помрачене звезде овај пут није опао нагло, већ поступно, што значи да је слој откривен 1988. нестао. Подаци такође упућују на загревање површине (одређује се према температури најнижих слојева атмосфере). Окултације ће убудуће ће бити много чешће него пре, јер Плутон улази у подручје Млечног пута.
Плутон је, до редефинисања појма планете 2006, био једина планета коју још није посетила ниједна роботска летелица. Чак ни фотографије телескопа Хабл нису откриле ништа више од неколико тамнијих и светлијих подручја.
НАСА је током 90-их разматрала мисију према Плутону и Којперовом појасу, након чега је била осмишљена мисија названа Плутон-Којпер Експрес, али је НАСА, због превеликих трошкова, одустала од мисије. Након неког времена, расписан је конкурс међу институтима и универзитетима за осмишљавање нове мисије према Плутону на којем је одабрана мисија Нови хоризонти.
Сонда „Нови хоризонти“ је лансирана 11. јануара 2006. Током свог пута, почетком 2007, је искористила Јупитерову гравитацију за корекцију путање и стићи до Плутона око 14. јула 2015. године. Након проласка поред Плутона и Харона, летелица је, по првобитном плану, требало да посети и неколико тела у Којперовом појасу, али од тога ће се вероватно морати одустати због кашњења у производњи нуклеарног горива за летелицу.

## Геологија
С обзиром на удаљеност од Земље, о Плутоновој геологији се знало врло мало. Чак и најбоље фотографије снимљене телескопом Хабл су биле толико мале резолуције да се на њима није могла разазнати ниједна одлика на површини овог небеског тела. Ствари су почеле да се поправљају од маја 2015. године, када је резолуција фотографија које прикупља сонда Нови хоризонти почела да буде боља од оних које је снимио Хабл. У почетку се ни на овим фотографијама није видело много, али се квалитет временом побољшавао, све до краја јуна, када су научници почели да уочавају и површинске одлике. Прве геолошке формације постале су јасно видљиве 9. јула 2015. године, када је сонда на Земљу послала најновије фотографију снимљену камером за осматрање високе резолуције „LORRI“. На овој фотографији, снимљеној са удаљености од 5,4 милиона километара, уочава се појас комплексних геолошких формација који се пружа у правцу исток-запад у дужини од око 1.500 километара. Поред тога, јужно ка екватору, види се и предео који су научници назвали китов реп, за који сматрају да је веома занимљив јер се налази на граници светлијег и тамнијег региона Плутона. Резолуција ове фотографије је 27 km по пикселу.
На основу података прикупљених сондом Нови хоризонти научници процењују да се и данас испод неколико стотина километара леда налази океан течне воде.

### Површина
Више од 98% Плутонове површине састоји се од азотног леда, с траговима метана и угљен-моноксида. Плутонова површина је врло разнолика, са великим разликама у боји. Плутон је једно од најважнијих тела у Сунчевом систему са двобојном површином. Са толиким контрастом подсећа на Сатурнов сателит Јапет. Боја варира између угљенично црне, тамно наранџасте и беле. По боји наликује на сателит Ија. Једно од значајних карактеристика је велики, бледи простор на површини назван "Срце".